# Angoon (Alaska)
Angoon es una ciudad situada en el área censal de Hoonah-Angoon, Alaska (Estados Unidos). Tiene una población estimada, a mediados de 2022, de 339 habitantes.

## Demografía
Según el censo de 2020, en ese momento la localidad tenía una población de 357 habitantes. La densidad de población era de 5.62 hab./km². El 80.1% de los habitantes eran nativos de Alaska, el 7.0% eran blancos, el 1.7% eran asiáticos, el 0.3% era isleño del Pacífico, el 0.8% eran de otras razas y el 10.1% eran de una mezcla de razas. Del total de la población, el 7.0% eran hispanos o latinos de cualquier raza.